# Бромид астата
Броми́д аста́та — химическое межгалогенное соединение, формула которого {\displaystyle {\mathsf {AtBr}}}. Твёрдое кристаллическое вещество. Как и все соединения астата, радиоактивно.
Об бромиде астата (как и многих соединениях астата) мало известно из-за крайней неустойчивости, вызванной быстро распадающимися изотопами астата.

## Получение
- Бромид астата получают реакцией астата и брома:

{\displaystyle {\mathsf {2At+Br_{2}\ {\xrightarrow {}}\ 2AtBr}}}
- Также бромид астата можно получить реакцией астата и любого соединения брома (в данном случае — бромида иода)[1]:

{\displaystyle {\mathsf {2At+2IBr\ {\xrightarrow {}}\ 2AtBr+I_{2}{\downarrow }}}}